# Eufemia di Pomerania
Eufemia di Pomerania (1285 – 26 luglio 1330) è stata una regina danese, moglie del re Cristoforo II di Danimarca. Era figlia di Boghislao IV, duca di Pomerania-Wolgast e della sua seconda moglie, Margarete di Rügen.
Si hanno pochissime notizie su Eufemia.
Sposò Cristoforo nel 1300. L'accordo matrimoniale serviva al re danese per avere l'appoggio da parte della Pomerania. Ebbero almeno sei figli:
- Margarete (1305-1340), sposò Ludivico V di Baviera
- Erik (1307-1331), coreggente di Danimarca dal 1321
- Ottone di Danimarca, duca di Lolland ed Estonia (1310 - morto dopo il 1347)
- Agnese (nata nel 1312), morta prematuramente
- Heilwig o Edvige (nata 1315)
- Valdemaro IV re di Danimarca (1320-1375)